# Bewegung 30. September

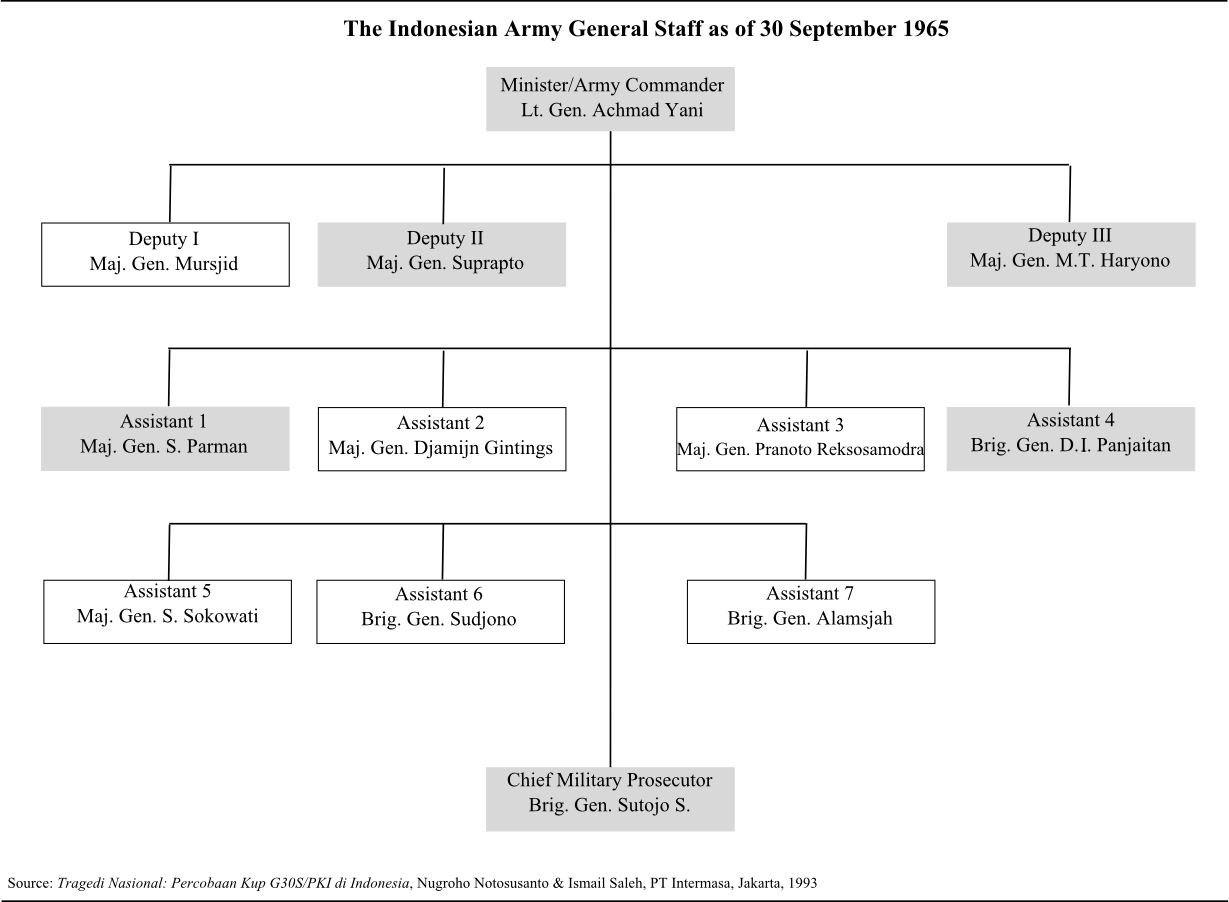
Der Generalstab zum Zeitpunkt des Putsches. Die getöteten Generäle sind grau dargestellt.

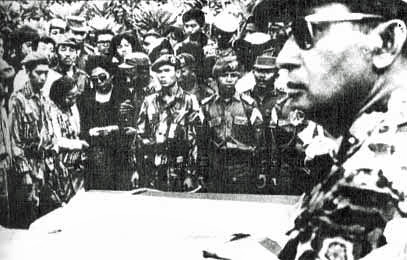
Suharto, Oberbefehlshaber von Kostrad und Anführer des rechtsgerichteten Gegenputsches bei der Beerdigung von fünf der getöteten Offiziere

Anti-PKI

Die Bewegung 30. September, indonesisch Gerakan September Tiga Puluh (kurz G30S, heute übliche Bezeichnungen, früher G30S/PKI oder GESTAPU, beides propagandistische Abkürzungen), ist die Bezeichnung eines angeblichen Putschversuchs, der sich am 30. September 1965 in Indonesien ereignete und bei dem sechs führende Generäle des indonesischen Militärs entführt und ermordet wurden. Die Hintergründe des Vorfalls wurden nie offiziell untersucht. Obwohl Mitglieder der Armee des Präsidenten Sukarno daran beteiligt waren, wurden Kommunisten für den Vorfall verantwortlich gemacht. Heute verweisen Quellen auf eine aktive Unterstützung der westlichen Geheimdienste CIA und BND an dem anschließenden Putsch gegen den Präsidenten Sukarno und die Machtübernahme von General Suharto.
Es folgten Massaker des Militärs an (geschätzt) mehr als einer halben Million Mitgliedern und Anhängern der Kommunistischen Partei Indonesiens (PKI) und Gefangennahmen ohne juristische Grundlage. Die PKI und ihre Ideologie wurden verboten.
Zu der offiziellen Version gehört die Geschichte, Angehörige der kommunistischen Frauenorganisation Gerwani hätten erotische Tänze aufgeführt und den ermordeten Generälen die Genitalien verstümmelt. Unter Präsident Suharto wurden Mitglieder der kommunistischen Frauenbewegung Gerwani verfolgt und als Hexen bezichtigt.
Während der Regierungszeit Suhartos, der sogenannten Neuen Ordnung (Orde Baru), war in Indonesien jede Kritik an der offiziellen Geschichtsversion (der alleinigen Täterschaft der Kommunisten) mit großen Risiken verbunden. Seit Suhartos Sturz ist ein kritischer Umgang möglich geworden. In neueren indonesischen Veröffentlichungen, vor allem in Sachbüchern und wissenschaftlichen Arbeiten, wird der Begriff „G30S/PKI“ oft nicht mehr verwendet, sondern häufig einfach durch „G30S“ ersetzt. Eine allgemeine Aufklärung, die über einen relativ kleinen Kreis von Intellektuellen und politischen Aktivisten hinausginge, hat jedoch noch nicht stattgefunden. Allerdings wurden 2007 eine Reihe von neueren Schulbüchern für den Geschichtsunterricht aus dem Verkehr gezogen, weil sie nicht den Begriff „G30S/PKI“ verwendeten.